# Scrittori veristi
Parlare di scuola verista in Italia è un errore poiché, in quanto produzione specificatamente di scuola, non è stata molto ampia e ha fatto quasi sempre riferimento a realtà regionali molto differenti tra loro.
Vi è infatti una serie di scrittori italiani che viene classificata sotto questa etichetta ma, questi scrittori non hanno avuto un programma culturale comune, affermato in modo organico, esplicito e diretto. 
Così, a parte gli scritti programmatici di Verga e gli articoli estemporanei di Capuana, non ci sono state affermazioni esplicite sulla loro comune visione letteraria ed artistica.

Non c'è mai un riferimento ad una comune visione del mondo, ad una concezione su quello che è o che dovrebbe essere il ruolo dell'intellettuale e della letteratura nella società contemporanea.

## Il panorama del "periodo verista"
Il panorama di quello che può definirsi “periodo verista” offre infatti una serie di esperienze letterarie tutte ben diverse tra di loro e soprattutto non vi è nulla della matrice zoliana, che invece è innegabile nel verismo di Giovanni Verga.
Questi scrittori non hanno nulla in comune se non un generico riferimento ad una realtà non ben definita, ad un ambiente che appare più che altro folcloristico, ad una serie di rappresentazioni di ambienti popolari. 
Verga quindi non ha dietro di sé un vero movimento con il quale possa discutere ed elaborare idee, dare forma ad un rinnovamento letterario nell'ampio panorama culturale italiano. Lo scrittore siciliano pertanto, rimane un isolato benché abbia assorbito tutte le sollecitazioni culturali dell'ambiente milanese che, contribuì in ampia misura alla sua arte. Oltre l'amico Capuana gli sarà accanto, come discepolo, Federico De Roberto.
Il Verismo quindi, come gruppo omogeneo di scrittori, dotato di piena consapevolezza teorica e che deliberatamente si rifà al Naturalismo francese rielaborandolo in modo critico ed originale si può restringere ai nomi di Capuana, Verga e De Roberto anche se non mancano gli scrittori di "gusto verista".

## Produzione di "gusto verista"
Piuttosto ampia è comunque la produzione di "gusto verista", cioè quella di prospettiva realistica e regionale che raccoglie una letteratura di notevole interesse in grado formare quella tradizione di "realismo moderno" sul quale si svilupperà il realismo novecentesco italiano.

### Giovanni Verga
Importante figura di questo stile letterario fu senza ombra di dubbio l'autore siciliano Giovanni Verga (1840-1922), ritenuto tra i più grandi di questo stile per aver pubblicato opere come "I Malavoglia", da cui emerge il famoso ideale dell'ostrica, ma anche per i suoi contributi teatrali, come nel caso di "Cavalleria Rusticana", una delle sue novelle che fu riadattata a spettacolo teatrale da Pietro Mascagni (1863-1945).

### Renato Fucini e Mario Pratesi
Tra gli esponenti più interessanti vi sono i toscani Renato Fucini (1843-1921) che nelle novelle "Le veglie di Neri", "Nella campagna toscana", fu un attento osservatore, senza però intenti sociali, dei contadini della Maremma e Mario Pratesi (1842-1921) che nei suoi romanzi di ambiente senese, "L'eredità", "Il mondo di Dolcetta", è alla ricerca di un'arte quotidiana e semplice seppur appassionata.

### Remigio Zena
Altri autori da ricordare sono Remigio Zena, pseudonimo di Gaspare Invrea, (1850-1917) genovese, che rappresentò la rovina morale e materiale di tante donne del popolo in "La bocca del lupo" e che si accostò ai moduli veristici di Verga affrontando personaggi popolari e cercando di riprodurre la regressione verghiana.

Lo scrittore risente soprattutto l'influsso di un tema in particolare, quello della lotta per la sopravvivenza. Ma Zena è lontano dal pessimismo verghiano, conservatore cattolico, indulge nel paternalismo e nel moralismo.

### Edoardo Calandra
Edoardo Calandra (1852-1911), torinese, riprese il romanzo storico dimostrandone la sua consunzione e, soprattutto in "La bufera" e "Juliette" si avvertono intenti psicologici già aperti a un gusto drammatico del primo Novecento.

### Paolo Valera
Paolo Valera (1850-1926), comense, scrisse "Alla conquista del pane", "La folla" e un romanzo-inchiesta intitolato "La plebe di Milano: fisiologia della capitale morale" nel quale si avvertono forti interessi democratici.

### Vittorio Imbriani
Vittorio Imbriani (1840-1886) dà prova, nei suoi racconti "Mastr'Impicca", "Dio ne scampi dagli Orsenigo" e in "Per questo Cristo ebbi a farmi turco", di un realismo che è nello stesso tempo verista e scapigliato, difficile da definirsi appartenente ad un genere ben definito.

### Emilio De Marchi
Emilio De Marchi (1851-1901), milanese, si affermò con la narrativa e soprattutto con il suo capolavoro, "Demetrio Pianelli" nel quale racconta, con un intreccio di semplici sentimenti, il senso dell'onore di un povero travet sullo sfondo di un paesaggio milanese. La sua opera è spesso improntata ad un moralismo borghese dove il bene e il male sono chiaramente delineati e i valori dominanti sono la bontà, la capacità di sopportazione e la rispettabilità. 

### Matilde Serao
Matilde Serao (1856-1927), figlia di un esule italiano e di una greca, si stabilì a Napoli nell'adolescenza. Fu vicina al verismo riuscendo a cogliere nell'inchiesta giornalistica "Il ventre di Napoli" e nel romanzo "Il paese di Cuccagna" la realtà sociale napoletana della fine dell'Ottocento.

### Grazia Deledda
Grazia Deledda (1871-1936), sarda, scrisse una cinquantina di romanzi che ebbero un grande successo di pubblico e che le fecero vincere il Premio Nobel per la letteratura nel 1926. La sua produzione ruota intorno alla sua terra, la Sardegna, della quale recuperò le antiche tradizioni rurali e pastorali, con un intento però che si richiamava maggiormente al tardo romanticismo che al contemporaneo verismo.

### Edmondo De Amicis
Edmondo De Amicis (1846-1908), di Oneglia, famoso per il romanzo "Cuore", dove l'intento educativo tende a valorizzare il rispetto della dignità umana che si valorizza nel lavoro, nell'onestà, nell'obbedienza alle leggi, nell'amore per la famiglia e per la patria, diede il suo contributo al gusto verista anche nei reportage sulla condizione degli emigranti che raccolse nel volume "Sull'Oceano".

### Federigo Tozzi
Un seguace tardo del Verismo fu Federigo Tozzi, senese (1883-1920), il cui primo romanzo “Con gli occhi chiusi” risale al 1913. La presenza letteraria costante nell'opera di Tozzi è, come ha rilevato Borgese, quella di Verga. Infatti, nella sua produzione narrativa Tozzi fonde i moduli espressivi di un certo romanzo naturalista e verista, tuttavia, non condivide dello scrittore siciliano l'impersonalità dell'opera d'arte. Egli è profondamente coinvolto nelle vicende dei personaggi che racconta e non rinuncia all'ansia analitica che, già si avverte nel romanzo europeo, non rinuncia al gusto per l'introspezione ed al soggettivismo. Il reale è necessario ma per essere deformato dal soggetto. Inoltre spesso, nei suoi romanzi, la realtà domina e sovrasta l'io che la subisce quasi inerte. Anche in Tozzi è fortemente presente la realtà rurale, che è vista e subita con violenza non solo morale ma anche fisica dai protagonisti dei suoi romanzi. Al di là dei singoli autori è importante il fatto che il verismo servì a promuovere un linguaggio diretto sulla descrizione del reale, un linguaggio che successivamente è divenuto più crudo ma non per questo meno letterario.